# Yanique Dayle
Yanique Dayle (* 31. Dezember 1998 im Saint Elizabeth Parish) ist eine jamaikanische Leichtathletin, die sich auf den Sprint spezialisiert hat.

## Sportliche Laufbahn
Yanique Dayle besuchte ab 2018 das New Mexico Junior College in den Vereinigten Staaten und wechselte 2020 an die Ohio State University. Erste internationale Erfahrungen sammelte sie im Jahr 2023, als sie bei den Zentralamerika- und Karibikspielen in San Salvador in 22,80 s die Goldmedaille im 200-Meter-Lauf gewann und sich über 100 Meter in 11,39 s die Silbermedaille hinter der Lucianerin Julien Alfred sicherte. 

## Persönliche Bestleistungen
- 100 Meter: 11,05 s (+1,9 m/s), 27. Mai 2023 in Jacksonville
  - 60 Meter (Halle): 7,29 s, 24. Februar 2023 in Geneva
- 200 Meter: 22,64 s (+0,7 m/s), 28. Mai 2022 in Bloomington